# NA-1120
La NA-1120 (Los Arcos-Lazagurría) une Los Arcos con Lazagurría. Es llamada Carretera de Los Arcos a Logroño porque junto con la NA-134, une Los Arcos con Logroño. Es la paralela de la Autovía del Camino (A-12) desde Los Arcos hasta Logroño.

## Recorrido
| Denominación | Kilómetro | Salida | Carretera    | Dirección                                |
| ------------ | --------- | ------ | ------------ | ---------------------------------------- |
| NA-1120      | 0         |        | NA-1110      | Estella Pamplona                         |
| NA-1120      | 0         |        | NA-6335      | Los Arcos Viana                          |
| NA-1120      | 8         |        | NA-6330      | Lazagurría Mendavia                      |
| NA-1120      | 9         |        | NA-6310 A-12 | Torres del Río Torralba del Río Pamplona |
| NA-1120      | 9         |        | NA-6310      | Lazagurría Mendavia                      |
| NA-1120      | 13        |        | NA-134       | Logroño Viana                            |
| NA-1120      | 13        |        | NA-134       | Lodosa Tudela                            |